# Dahlia melanica
Dahlia melanica là một loài bướm đêm trong họ Noctuidae.